# Pyrus calleryana
Pyrus calleryana, або груша Каллері — вид дерев з роду груша родини розових. Походить з Китаю та В'єтнаму. Поширений у США. Живе до 25 років. Належить до підроду Pashia. Була отримана шляхом селекції U. S. Plant Introduction Station (штат Меріленд, США) Гленном Дейлом. До Європи була завезена в 1908 році.
Дерева були представлені в США міністерством сільського господарства Сполучених Штатів Америки в місті Глендейл, штат Мерія, як декоративні ландшафтні дерева в середині 1960-х.  Вони стали популярними серед ландшафтів, тому що коштували недорого, добре перевозилися і швидко росли.  Леді Бьорд Джонсон просувала дерево в 1966 році, посадивши його в центрі Вашингтона, округ Колумбія.
На більшій частині Північної Америки сорти Калері, особливо «Бредфорд», були широко посаджені як декоративні дерева. Вид толерантний до різних типів ґрунтів, рівня дренажу та кислотності ґрунту.  Форма їх крони змінюється від яйцеподібної до еліптичної, але може стати асиметричною від втрати кінцівок через надмірну та нестабільну швидкість росту.  Початкова симетрія декількох культурних сортів призводить до їх спроб використання в таких областях, як промислові парки, вулиці, торгові центри та офісні парки. На широті Пітсбурга, штат Пенсільванія, дерева часто залишаються зеленими до середини листопада, а в теплу осінь кольори часто яскраві, хоча в холодний рік вони можуть замерзнути до фарбування.

## Опис
Дерево висотою до 8 метрів. Крона широко-конусна, округла, сірувато-коричнева, тріщинувата з неглибокими впадинами. 

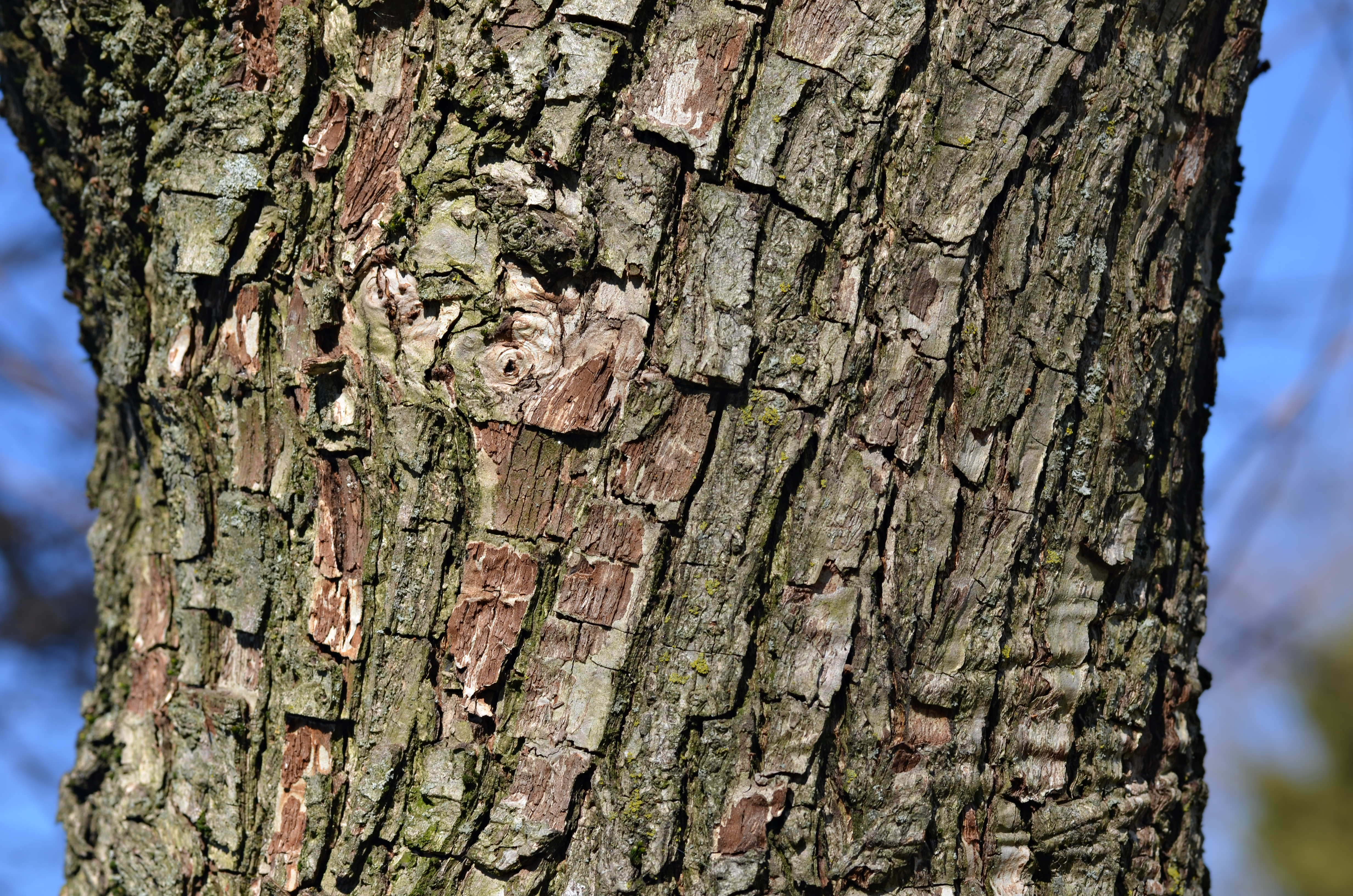
Pyrus Calleryana

Листя яйцеподібне, овальне, густо-зелене, 4-7 см в довжину. 

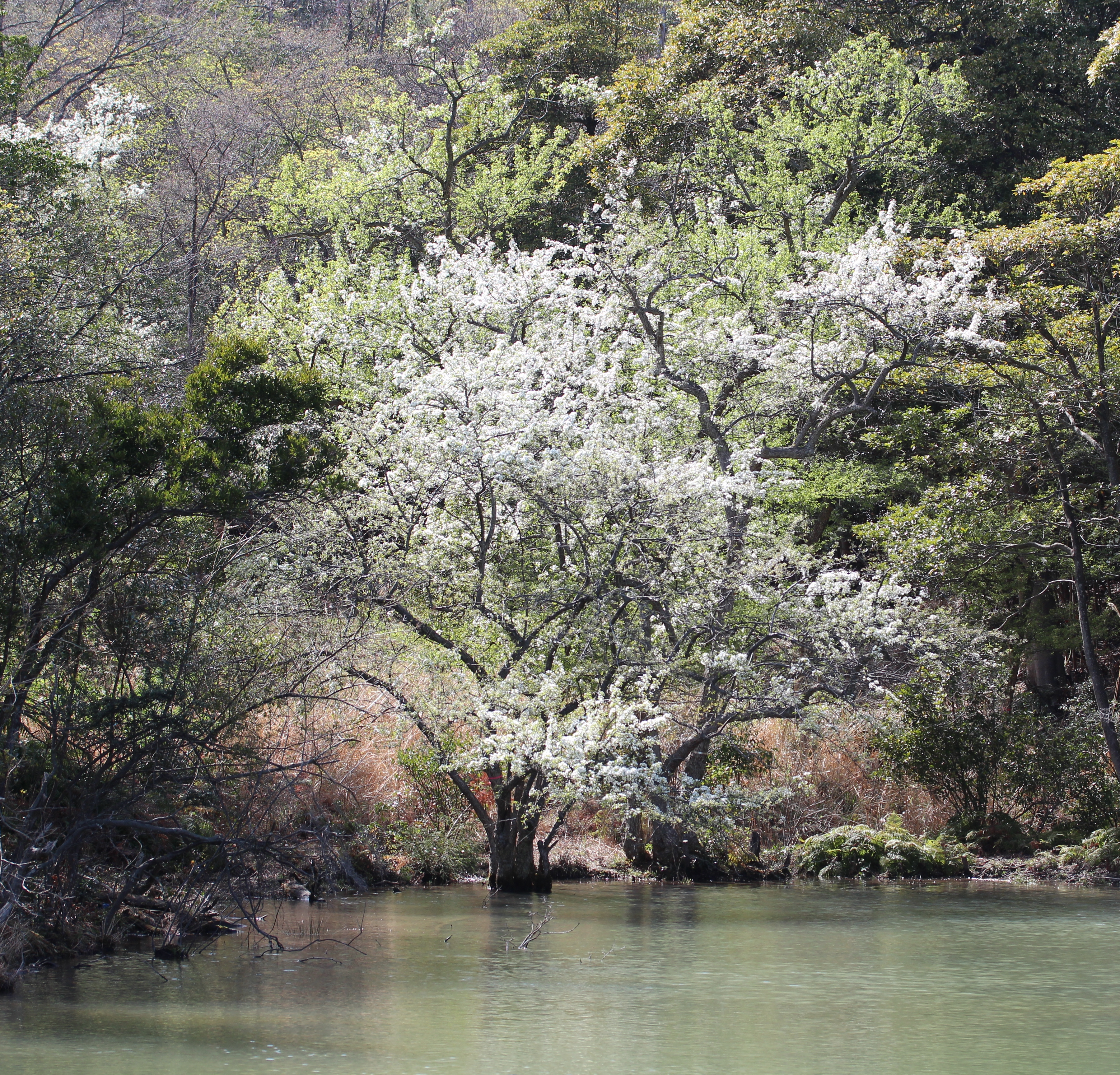
Pyrus Calleryana

Білі, п'ятипелюсткові квітки зібрані в щиткоподібні суцвіття з'являються навесні до розпускання листя, починаючи з середини або у кінці квітня протягом 1 тижня.
Мають діаметр приблизно від 2 до 2,5 см (0,79 до 0,98 дюйма). Вони рясно всипають дерево ранньою весною, до того, як листя повністю сформується.
Опадання листя починається з листопаду по грудень. Восени листя набуває дуже яскравого жовтого, помаранчевого, частіше червоного, рожевого, фіолетового та бронзового кольорів. Однак оскільки забарвлення часто розвивається дуже пізно восени, листя може бути вбито сильним морозом до того моменту, як повноцінне забарвлення може розвинутися.
Неїстівні плоди груші Каллері дрібні (діаметром менше 1 см), дуже тверді й дерев'янисті. Має 1-2 насіння. 

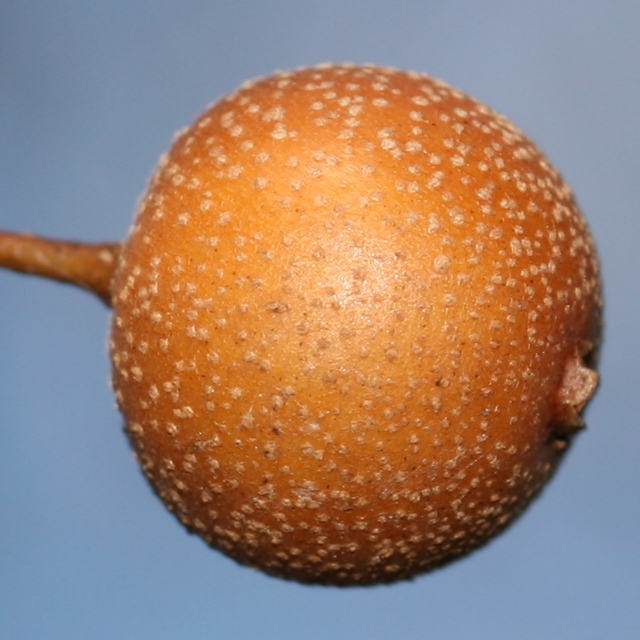
Плоди

Після перших заморозків плоди стають трохи м'якшими, що приваблюють пташок, які в свою чергу роздзьобують їх і розносять насінини.
Груші Каллері надзвичайно стійкі до хвороб та бактеріальних опіків, хоча деякі сорти, такі як «Бредфорд», особливо сприйнятливі до пошкоджень від штормів, і можуть бути покривлені або навіть загинути через сильний вітер, крижані бурі, сильний сніг.
Вид названий на честь італійсько-французького сінолога XIX століття Жозефа-Марі Каллері, який відправив екземпляри дерева до Європи з Китаю.

## Посадка
Насіння необхідно вимочувати протягом трьох днів в холодній воді, кожен день воно має змінювати вигляд.  Посівний матеріал повинен пройти також процедуру стратифікації.
Робити це можна в домашніх умовах в холодильнику протягом 2-3 міс. В результаті повинні з'явитися паростки. У спеціально підготовлений ґрунт необхідно укласти насіння на (1-2 см), накрити спеціальною перфорованою плівкою. Важливу роль відіграє регулярна перевірка ступеня вологості субстрату, насіння не повинне загнити.
Проросле насіння висаджуються в підживлений ґрунт. Після проростання чотирьох пар листочків проводиться пікіровка, рослина пересаджується в іншу ємність, паралельно проводиться підрізання корінців.
Для посадки рослин слід вибирати освітлені або напівосвітлені зони.  Перевага повинна віддаватися нейтральному суглинистому ґрунту.
Оптимальним часом для посадки вважається весна, щоб груша встигла вкоренитися до зими. Розмір яру становить 0,7-1,0 м. В неї необхідно вкласти суміш родючого субстрату з компостом, піском в співвідношенні 2: 1: 1. Після трамбування проводиться полив, мульчування торфом.

## Сорти
Найвідоміші сорти:
Сорт «Бредфорд» (Bradford) - швидкоросле дерево середнього розміру, добре росте на сонці в добре дренованому ґрунті. Середня тривалість життя - 15 років. 

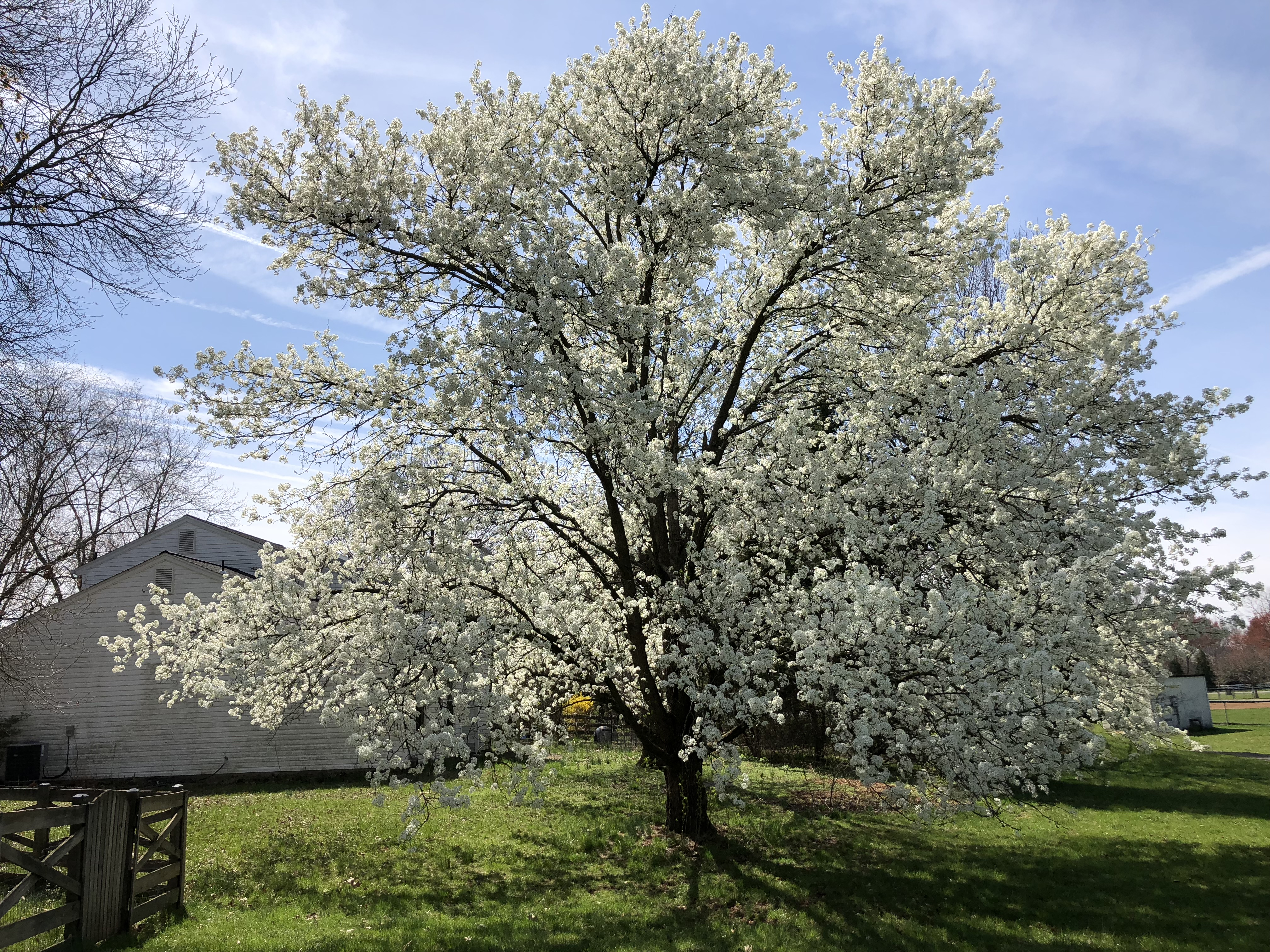
Pyrus Calleryana Bradford

Білосніжне цвітіння ранньої весни. Листя світло-зеленого кольору з нижньої сторони листка. Єдиний недолік сорту — дерева можуть зламатися після снігопадів та сильних поривів вітру.
Сорт «Redspire». Листя культиватора мають блискучий зелений колір літом, але восени стають золотими й червоно-оранжевими. 
Форма крони в виді піраміди.

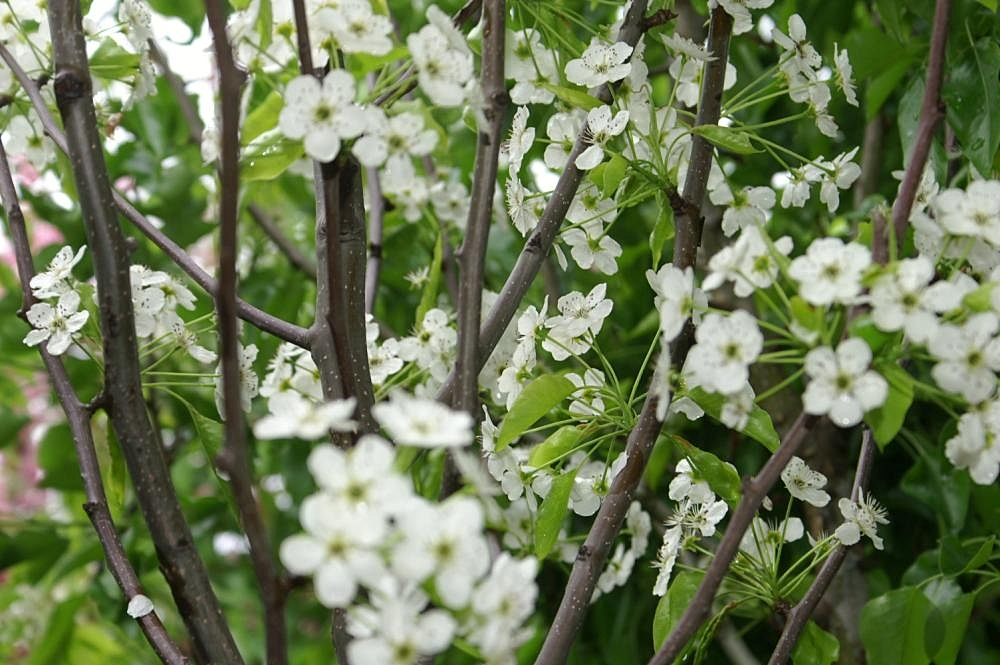
Pyrus Calleryana Redspire

Сорт «Шантіклер» (Pyrus calleryana Chanticleer) являє собою дерево середнього розміру. Квіти кремово-білі. 

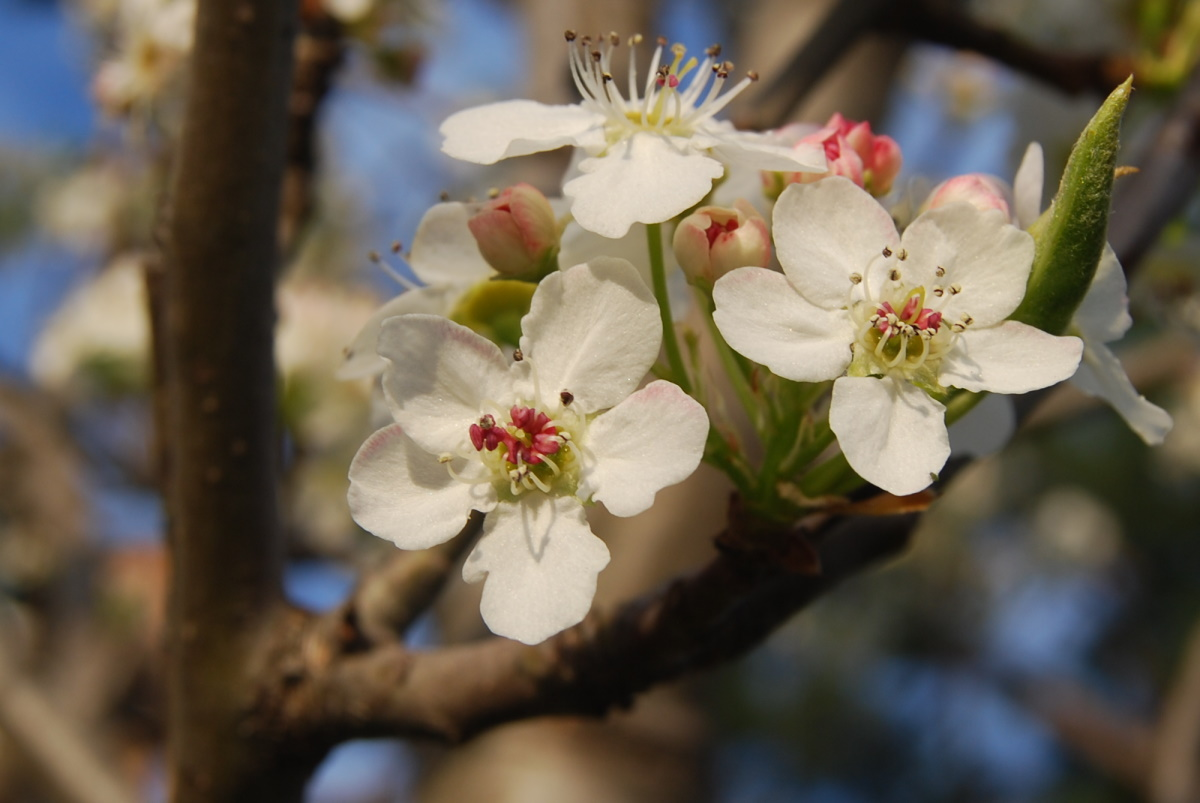
Pyrus Calleryana Chanticleer

Легко піддається обрізці, яка допомагає створювати фігурну крону